# Scottish League Challenge Cup 2022/23
Der Scottish League Challenge Cup wurde 2022/23 zum insgesamt 31. Mal ausgespielt. Der schottische Fußballwettbewerb, der offiziell als SPFL Trust Trophy ausgetragen wurde, begann am 9. August 2022 und endete am 26. März 2023. Am Wettbewerb nahmen 53 Vereine teil: 30 Vereine aus der Scottish Professional Football League, 11 U-21-Mannschaften der Klubs aus der Scottish Premiership, vier Vereine aus der Highland und Lowland Football League, sowie jeweils zwei Vereine aus der nordirischen NIFL Premiership der und walisischen Premier League. Titelverteidiger waren die Raith Rovers, die im Finale des Vorjahres gegen Queen of the South gewannen. Im diesjährigen Endspiel traf der Titelverteidiger Raith Rovers auf Hamilton Academical. Die Rovers erreichten zum vierten Mal das Finale nach 2014, 2020 und 2022. Hamilton nach 1992, 1993, 2006 und 2012 zum fünften Mal. Hamilton gewann das Finale durch ein Tor von Reghan Tumilty mit 1:0 und gewann damit nach 1992 und 1993 zum dritten Mal den Challenge Cup.

## Termine
| Runde         | Datum                             | Spiele | Vereine | Neueinstiege |
| ------------- | --------------------------------- | ------ | ------- | ------------ |
| 1. Runde      | 9./10. August 2022                | 11     | 53 → 42 | 22           |
| 2. Runde      | 23./24. August 2022               | 10     | 42 → 32 | 9            |
| 3. Runde      | 22. September – 15. November 2022 | 16     | 32 → 16 | 22           |
| 4. Runde      | 8.–10. Dezember 2022              | 8      | 16 → 8  | keine        |
| Viertelfinale | 10.–24. Januar 2023               | 4      | 8 → 4   | keine        |
| Halbfinale    | 7./8. Februar 2023                | 2      | 4 → 2   | keine        |
| Finale        | 26. März 2023                     | 1      | 2 → 1   | keine        |

## 1. Runde
Die 1. Runde wurde am 4. Juli 2022 ausgelost. Ausgetragen wurden die Begegnungen am 9. und 10. August 2022.
Region Nord
| Datum                      |                          | Ergebnis        |                       |
| -------------------------- | ------------------------ | --------------- | --------------------- |
| 9. August 2022, 19:30 BST  | Brora Rangers            | 2:0             | FC Aberdeen U-21      |
| 9. August 2022, 19:45 BST  | Elgin City               | 1:0             | Dundee United U-21    |
| 9. August 2022, 19:45 BST  | FC Fraserburgh           | 10:3 1          | FC St. Johnstone U-21 |
| 10. August 2022, 19:45 BST | Hibernian Edinburgh U-21 | 1:1 (1:4 i. E.) | Brechin City          |
| 10. August 2022, 20:00 BST | Heart of Midlothian U-21 | 2:3             | Buckie Thistle        |

Region Süd
| Datum                      |                         | Ergebnis        |                       |
| -------------------------- | ----------------------- | --------------- | --------------------- |
| 9. August 2022, 19:45 BST  | Albion Rovers           | 2:3             | Celtic Glasgow U-21   |
| 9. August 2022, 19:45 BST  | Bonnyrigg Rose Athletic | 0:0 (1:3 i. E.) | FC Livingston U-21    |
| 9. August 2022, 19:45 BST  | FC Kilmarnock U-21      | 3:0             | FC Cowdenbeath        |
| 9. August 2022, 19:45 BST  | FC Motherwell U-21      | 1:2             | FC East Kilbride      |
| 9. August 2022, 19:45 BST  | FC St. Mirren U-21      | 0:0 (2:4 i. E.) | FC East Stirlingshire |
| 10. August 2022, 19:45 BST | FC Spartans             | 0:1             | Glasgow Rangers U-21  |

## 2. Runde
Die 2. Runde wurde am 4. Juli 2021 ausgelost. Ausgetragen wurden die Begegnungen am 23. und 24. August 2022.
Region Nord
| Datum                      |                 | Ergebnis        |                       |
| -------------------------- | --------------- | --------------- | --------------------- |
| 23. August 2022, 19:45 BST | FC East Fife    | 4:0             | FC St. Johnstone U-21 |
| 23. August 2022, 19:45 BST | Elgin City      | 3:1             | FC Stenhousemuir      |
| 23. August 2022, 19:45 BST | Forfar Athletic | 1:2             | Kelty Hearts          |
| 24. August 2022, 19:45 BST | Brechin City    | 1:1 (5:4 i. E.) | Stirling Albion       |
| 24. August 2022, 20:00 BST | Buckie Thistle  | 1:1 (4:2 i. E.) | Brora Rangers         |

Region Süd
| Datum                      |                      | Ergebnis        |                       |
| -------------------------- | -------------------- | --------------- | --------------------- |
| 23. August 2022, 19:45 BST | FC East Kilbride     | 1:1 (4:5 i. E.) | Annan Athletic        |
| 23. August 2022, 19:45 BST | FC Kilmarnock U-21   | 5:2             | FC East Stirlingshire |
| 23. August 2022, 19:45 BST | Glasgow Rangers U-21 | 7:0             | FC Dumbarton          |
| 24. August 2022, 19:45 BST | Celtic Glasgow U-21  | 3:0             | FC Livingston U-21    |
| 24. August 2022, 19:45 BST | FC Edinburgh         | 3:2             | FC Stranraer          |

## 3. Runde
Die 3. Runde wurde am 29. August 2022 ausgelost. Ausgetragen wurden die Begegnungen zwischen dem 22. September und 15. November 2022.
| Datum                         |                              | Ergebnis        |                     |
| ----------------------------- | ---------------------------- | --------------- | ------------------- |
| 22. September 2022, 19:45 BST | Greenock Morton              | 1:1 (5:4 i. E.) | Ayr United          |
| 22. September 2022, 19:45 BST | Queen of the South           | 4:0             | FC Edinburgh        |
| 23. September 2022, 19:45 BST | Alloa Athletic               | 1:0             | Airdrieonians FC    |
| 23. September 2022, 19:45 BST | Annan Athletic               | 1:2             | Kelty Hearts        |
| 23. September 2022, 19:45 BST | FC Falkirk                   | 2:0             | Partick Thistle     |
| 23. September 2022, 20:00 BST | The New Saints FC            | 0:3             | FC Dundee           |
| 24. September 2022, 14:00 BST | Inverness Caledonian Thistle | 3:3 (4:3 i. E.) | Brechin City        |
| 24. September 2022, 14:00 BST | FC Montrose                  | 4:2             | FC Kilmarnock U-21  |
| 24. September 2022, 15:00 BST | FC Arbroath                  | 2:1             | FC East Fife        |
| 24. September 2022, 15:00 BST | Buckie Thistle               | 1:2             | Linfield FC         |
| 24. September 2022, 15:00 BST | FC Clyde                     | 1:0             | Caernarfon Town     |
| 24. September 2022, 15:00 BST | Cove Rangers                 | 0:1             | Raith Rovers        |
| 24. September 2022, 15:00 BST | FC Peterhead                 | 0:4             | Elgin City          |
| 25. September 2022, 13:45 BST | Cliftonville FC              | 2:3             | FC Queen’s Park     |
| 8. November 2022, 19:45 BST   | Glasgow Rangers U-21         | 0:3             | Hamilton Academical |
| 15. November 2022, 19:45 BST  | Dunfermline Athletic         | 2:1             | Celtic Glasgow U-21 |

## 4. Runde
Die 4. Runde wurde am 4. Oktober 2022 ausgelost. Ausgetragen wurden die Begegnungen zwischen dem 8. und 10. Dezember 2022.
| Datum                        |                     | Ergebnis        |                              |
| ---------------------------- | ------------------- | --------------- | ---------------------------- |
| 8. Dezember 2022, 19:45 GMT  | FC Falkirk          | 0:3             | FC Dundee                    |
| 9. Dezember 2022, 19:45 GMT  | Alloa Athletic      | 2:4             | Queen of the South           |
| 9. Dezember 2022, 19:45 GMT  | FC Arbroath         | 1:5             | Dunfermline Athletic         |
| 10. Dezember 2022, 14:00 GMT | Elgin City          | 0:0 (2:4 i. E.) | FC Clyde                     |
| 10. Dezember 2022, 15:00 GMT | Hamilton Academical | 2:0             | Inverness Caledonian Thistle |
| 10. Dezember 2022, 15:00 GMT | Kelty Hearts        | 1:1 (5:4 i. E.) | Linfield FC                  |
| 10. Dezember 2022, 15:00 GMT | FC Queen’s Park     | 2:0             | FC Montrose                  |
| 10. Dezember 2022, 15:00 GMT | Raith Rovers        | 1:1 (4:2 i. E.) | Greenock Morton              |

## Viertelfinale
Das Viertelfinale wurde am 13. Dezember 2022 ausgelost. Ausgetragen wurden die Begegnungen zwischen dem 10. und 24. Januar 2023.
| Datum                      |                     | Ergebnis        |                      |
| -------------------------- | ------------------- | --------------- | -------------------- |
| 10. Januar 2023, 19:45 GMT | Hamilton Academical | 3:2             | FC Clyde             |
| 10. Januar 2023, 19:45 GMT | Queen of the South  | 0:0 (4:2 i. E.) | Kelty Hearts         |
| 11. Januar 2023, 19:45 GMT | FC Queen’s Park     | 0:1             | Raith Rovers         |
| 24. Januar 2023, 19:45 GMT | FC Dundee           | 4:2             | Dunfermline Athletic |

## Halbfinale
Das Halbfinale wurde am 13. Dezember 2022 ausgelost. Ausgetragen wurden die Begegnungen am 7. und 8. Februar 2023.
| Datum                      |                     | Ergebnis        |                    |
| -------------------------- | ------------------- | --------------- | ------------------ |
| 7. Februar 2023, 19:45 GMT | Hamilton Academical | 2:1             | Queen of the South |
| 8. Februar 2023, 19:45 GMT | FC Dundee           | 2:2 (3:4 i. E.) | Raith Rovers       |

## Finale
| Raith Rovers                                                | Raith Rovers | Hamilton Academical | Hamilton Academical |
| ----------------------------------------------------------- | --- | --- | ------------------- |
| Raith Rovers                                                | \| 26. März 2023 um 16:15 Uhr BST in Falkirk (Falkirk Stadium) \| \| Ergebnis: 0:1 (0:1) \| \| Zuschauer: 5.566 \| \| Schiedsrichter: Colin Steven \| \| Spielbericht \|                                                                    | \| 26. März 2023 um 16:15 Uhr BST in Falkirk (Falkirk Stadium) \| \| Ergebnis: 0:1 (0:1) \| \| Zuschauer: 5.566 \| \| Schiedsrichter: Colin Steven \| \| Spielbericht \| | Hamilton Academical |
| Raith Rovers                                                | Jamie MacDonald – Ross Millen, Ryan Nolan (84. Connor McBride), Tom Lang, Liam Dick – Sam Stanton, Brad Spencer (76. Ethan Ross), Scott Brown , Dylan Easton, Lewis Vaughan – Esmaël Gonçalves (55. Aidan Connolly) Cheftrainer: Ian Murray | Ryan Fulton – Daniel O’Reilly, Dylan McGowan, Matthew Shiels (45. Dario Zanatta), Reghan Tumilty – Marley Redfern (21. Tom Sparrow), Reegan Mimnaugh, Scott Martin, Lewis Smith (57. Brian Easton ), Lucas De Bolle – Benny Ashley-Seal (10. Jean-Pierre Tiéhi) Cheftrainer: John Rankin | Hamilton Academical |
| Raith Rovers                                                | 0:1 Reghan Tumilty (30.) | | Hamilton Academical |
| Raith Rovers                                                | Brad Spencer (28.), Tom Lang (45.+6') | | Hamilton Academical |
| Raith Rovers                                                | Daniel O’Reilly (55.) | | Hamilton Academical |
| 26. März 2023 um 16:15 Uhr BST in Falkirk (Falkirk Stadium) | | |                     |
| Ergebnis: 0:1 (0:1)                                         | | |                     |
| Zuschauer: 5.566                                            | | |                     |
| Schiedsrichter: Colin Steven                                | | |                     |
| Spielbericht                                                | | |                     |